# Жинесте
Жинесте (фр. Ginestet) насеље је и општина у југозападној Француској у региону Аквитанија, у департману Дордоња која припада префектури Бержерак.
По подацима из 2011. године у општини је живело 771 становника, а густина насељености је износила 59,04 становника/km². Општина се простире на површини од 13,06 km². Налази се на средњој надморској висини од 120 метара (максималној 140 m, а минималној 45 m).

## Демографија
| 1962. | 1968. | 1975. | 1982. | 1990. | 1999. | 2011. |
| ----- | ----- | ----- | ----- | ----- | ----- | ----- |
| 371   | 385   | 415   | 549   | 708   | 737   | 771   |

График промене броја становника у току последњих година